# Josef Christiaens

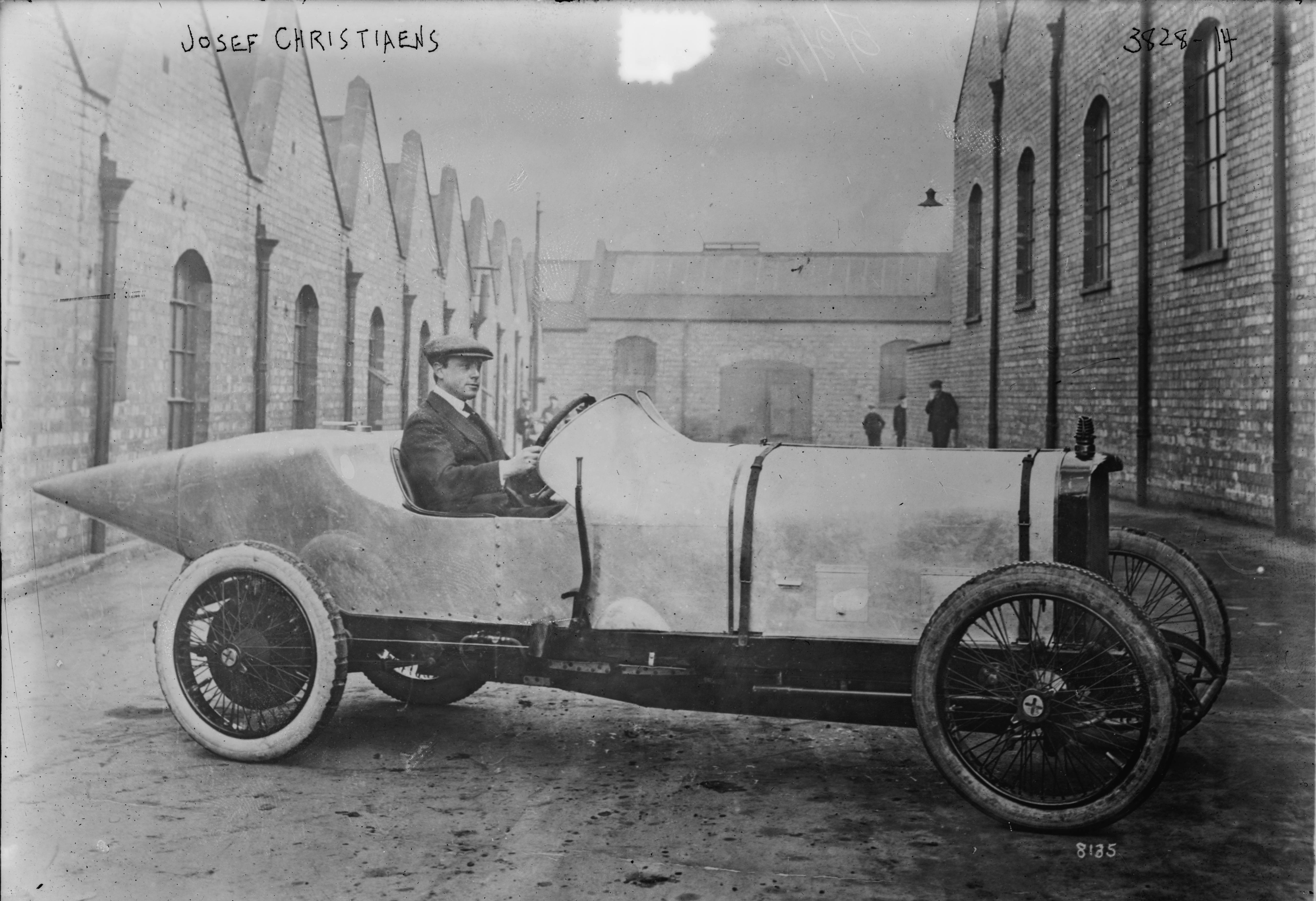
Josef Christiaens (1916)

Josef Christiaens (ur. 16 września 1882 roku w Brukseli, zm. 25 lutego 1919 roku w Wolverhampton) – belgijski kierowca wyścigowy, pilot i inżynier.

## Życiorys
W swojej karierze wyścigowej Christiaens startował głównie w Stanach Zjednoczonych w mistrzostwach AAA Championship Car oraz towarzyszącym mistrzostwom słynnym wyścigu Indianapolis 500. W pierwszym sezonie startów, w 1914 roku wystartował jedynie w Indy 500, w którym uplasował się na szóstej pozycji. Z dorobkiem sześćdziesięciu punktów został sklasyfikowany na 27 miejscu w końcowej klasyfikacji kierowców. Dwa lata później dwukrotnie stawał na podium. Uzbierane 540 punktów dało mu dwunastą pozycję w klasyfikacji generalnej. Wyścig Indianapolis 500 ukończył na czwartym miejscu. Zginął podczas wypadku przy jeździe próbnej samochodem Sunbeam w Wolverhampton.